# Maksim Trańkow
Maksim Leonidowicz Trańkow, ros. Максим Леонидович Траньков (ur. 7 października 1983 w Permie) – rosyjski łyżwiarz figurowy, startujący w parach sportowych z Tetianą Wołosożar. Mistrz olimpijski z Soczi (2014, w parach sportowych i drużynowo), mistrz świata (2013), czterokrotny mistrz Europy (2012–2016) i medalista finału Grand Prix (zwycięstwo w 2012 roku) oraz czterokrotny mistrz Rosji (2007, 2011, 2013, 2016). W 2018 roku został trenerem łyżwiarstwa.
Po zmianie przepisów w punktacji zawodów łyżwiarskich w 2018 roku, do Wołosożar i Trańkowa należy historyczny rekord świata (GOE±3) par sportowych w kategorii seniorów: za program krótki (162,86 pkt).

## Życie prywatne
Maksim Trańkow urodził się w Permie w ówczesnym ZSRR. W lutym 2015 roku Trańkow i jego partnerka sportowa Tetiana Wołosożar ogłosili swoje zaręczyny. Ich ślub odbył się 18 sierpnia 2015 r. We wrześniu 2016 r. Wołosożar i Trańkow ogłosili przerwanie swojej kariery sportowej ze względu na ciążę Tetiany. Ich córka Anżelika przyszła na świat 16 lutego 2017 roku. W czerwcu 2021 roku na świat przyszedł ich syn Tieodor.

## Kariera
Trańkow i Wołosożar rozpoczęli współpracę w maju 2010 roku zaraz po tym jak Wołosożar otrzymała pozwolenie na reprezentowanie Rosji od ukraińskiej federacji. W późniejszych wywiadach Trańkow przyznał, że był zainteresowany współpracą z Wołosożar już od 2006 roku.

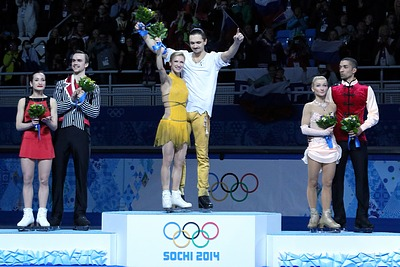
Dekoracja kwiatowa po zdobyciu złotego medalu na igrzyskach olimpijskich 2014

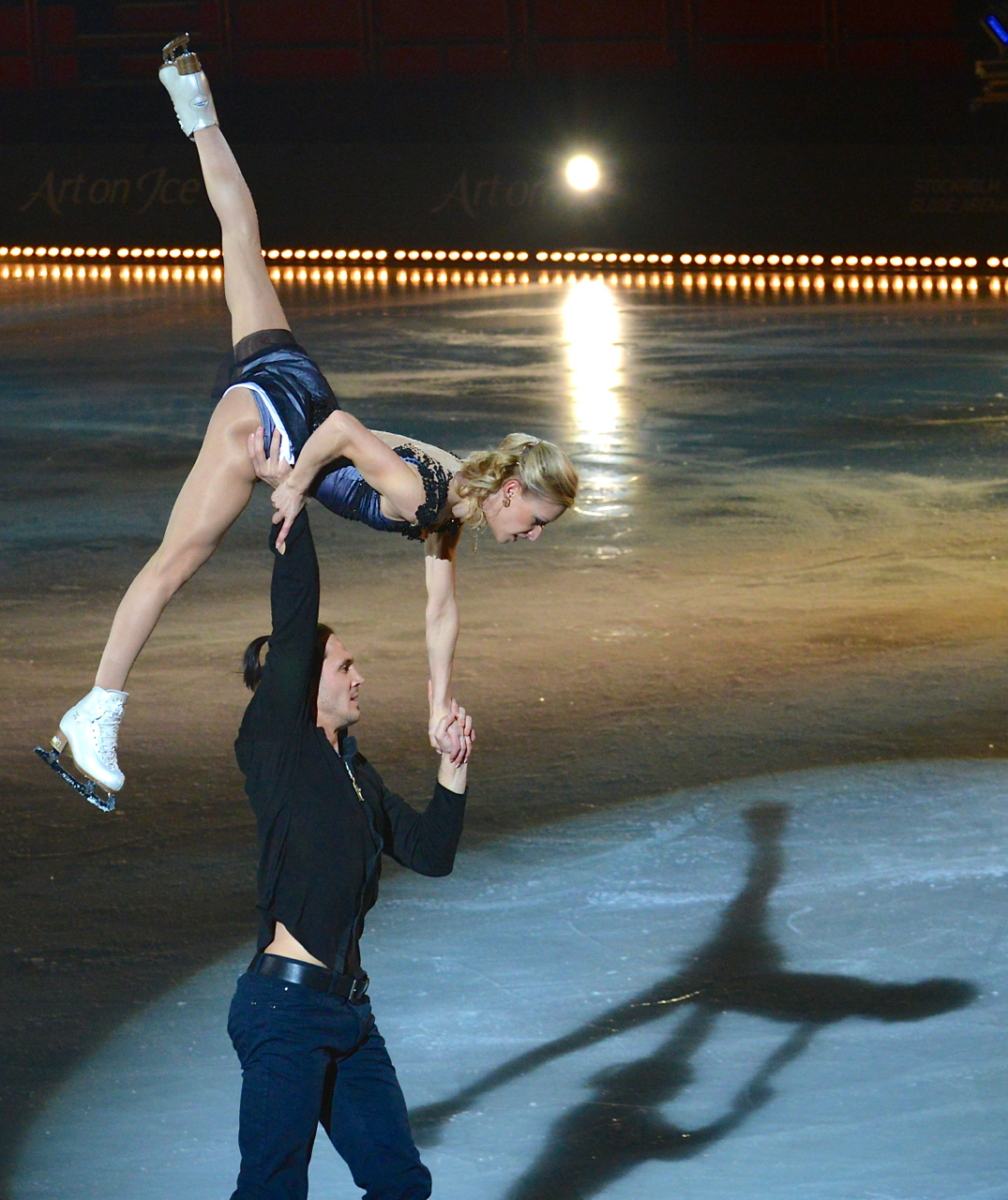
Wołosożar / Trańkow podczas rewii Art on Ice 2014

Na igrzyskach olimpijskich 2014 w Soczi, Wołosożar i Trańkow reprezentowali Rosję zarówno w zawodach drużynowych jak i w konkurencji par sportowych. W pierwszym, historycznym konkursie drużynowym zaprezentowali program krótki, który wygrali z notą 83,79 pkt i przewagą 10,69 pkt nad drugą parą z Kanady. 9 lutego 2014 roku wraz z reprezentacją Rosji wywalczyli swój pierwszy złoty medal olimpijski. W konkurencji par sportowych ustanowili rekord świata w programie krótkim z notą 84,17 pkt. Następnego dnia wygrali program dowolny (152.69 pkt) i zdobyli drugi tytuł mistrzów olimpijskich z przewagą 18.18 pkt nad rodakami Ksieniją Stołbową i Fiodorem Klimowem.
W listopadzie 2017 roku Wołosożar i Trańkow potwierdzili, że nie będą bronić złotego medalu olimpijskiego na igrzyskach olimpijskich 2018 w Pjongczangu na ze względów rodzinnych (narodziny ich córki w lutym 2017 roku).

## Osiągnięcia

### Z Tetianą Wołosożar
| Zawody                        | 10–11          | 11–12          | 12–13          | 13–14          | 14–15          | 15–16          |                |                |                |                |                |                |                |                |                |                |                |
| Międzynarodowe                | Międzynarodowe | Międzynarodowe | Międzynarodowe | Międzynarodowe | Międzynarodowe | Międzynarodowe | Międzynarodowe | Międzynarodowe | Międzynarodowe | Międzynarodowe | Międzynarodowe | Międzynarodowe | Międzynarodowe | Międzynarodowe | Międzynarodowe | Międzynarodowe | Międzynarodowe |
| ----------------------------- | -------------- | -------------- | -------------- | -------------- | -------------- | -------------- | -------------- | -------------- | -------------- | -------------- | -------------- | -------------- | -------------- | -------------- | -------------- | -------------- | -------------- |
| Igrzyska olimpijskie          |                |                |                | 1              |                |                |                |                |                |                |                |                |                |                |                |                |                |
| Mistrzostwa świata            | 2              | 2              | 1              |                |                | 6              |                |                |                |                |                |                |                |                |                |                |                |
| Mistrzostwa Europy            |                | 1              | 1              | 1              |                | 1              |                |                |                |                |                |                |                |                |                |                |                |
| GP Finał Grand Prix           |                | 2              | 1              | 2              |                |                |                |                |                |                |                |                |                |                |                |                |                |
| GP Cup of China               |                |                |                |                | WD             |                |                |                |                |                |                |                |                |                |                |                |                |
| GP NHK Trophy                 |                |                |                | 1              |                | WD             |                |                |                |                |                |                |                |                |                |                |                |
| GP Rostelecom Cup             |                |                | 1              |                |                |                |                |                |                |                |                |                |                |                |                |                |                |
| GP Skate America              |                |                | 1              | 1              | WD             |                |                |                |                |                |                |                |                |                |                |                |                |
| GP Skate Canada International |                | 1              |                |                |                |                |                |                |                |                |                |                |                |                |                |                |                |
| GP Trophée Éric Bompard       |                | 1              |                |                |                | 1              |                |                |                |                |                |                |                |                |                |                |                |
| CS Nebelhorn Trophy           |                | 1              | 1              | 1              |                | 1              |                |                |                |                |                |                |                |                |                |                |                |
| Memoriał Ondreja Nepeli       |                | 1              |                |                |                |                |                |                |                |                |                |                |                |                |                |                |                |
| Mont Blanc Trophy             | 1              |                |                |                |                |                |                |                |                |                |                |                |                |                |                |                |                |
| Krajowe                       |                |                |                |                |                |                |                |                |                |                |                |                |                |                |                |                |                |
| Mistrzostwa Rosji             | 1              |                | 1              |                |                | 1              |                |                |                |                |                |                |                |                |                |                |                |
| Zawody zespołowe              |                |                |                |                |                |                |                |                |                |                |                |                |                |                |                |                |                |
| Igrzyska olimpijskie          |                |                |                | 1 T 1 P        |                |                |                |                |                |                |                |                |                |                |                |                |                |
| World Team Trophy             |                |                | 4 T 1 P        |                |                |                |                |                |                |                |                |                |                |                |                |                |                |

### Z Mariją Muchortową
| Zawody                                | 03–04          | 04–05          | 05–06          | 06–07          | 07–08          | 08–09          | 09–10          |                |                |                |                |                |                |                |                |                |                |
| Międzynarodowe                        | Międzynarodowe | Międzynarodowe | Międzynarodowe | Międzynarodowe | Międzynarodowe | Międzynarodowe | Międzynarodowe | Międzynarodowe | Międzynarodowe | Międzynarodowe | Międzynarodowe | Międzynarodowe | Międzynarodowe | Międzynarodowe | Międzynarodowe | Międzynarodowe | Międzynarodowe |
| ------------------------------------- | -------------- | -------------- | -------------- | -------------- | -------------- | -------------- | -------------- | -------------- | -------------- | -------------- | -------------- | -------------- | -------------- | -------------- | -------------- | -------------- | -------------- |
| Igrzyska olimpijskie                  |                |                |                |                |                |                | 7              |                |                |                |                |                |                |                |                |                |                |
| Mistrzostwa świata                    |                |                | 12             | 11             | 7              | 5              | 4              |                |                |                |                |                |                |                |                |                |                |
| Mistrzostwa Europy                    |                |                |                |                | 2              | 3              | 3              |                |                |                |                |                |                |                |                |                |                |
| GP Finał Grand Prix                   |                |                |                |                |                | 6              | 4              |                |                |                |                |                |                |                |                |                |                |
| GP Cup of Russia                      |                | 6              | 4              | 7              | 4              |                |                |                |                |                |                |                |                |                |                |                |                |
| GP Skate America                      |                |                |                | 5              |                | 3              |                |                |                |                |                |                |                |                |                |                |                |
| GP Skate Canada International         |                |                | 7              |                |                |                | 2              |                |                |                |                |                |                |                |                |                |                |
| GP Trophée Éric Bompard               |                |                |                |                | 3              | 2              | 1              |                |                |                |                |                |                |                |                |                |                |
| Nebelhorn Trophy                      |                |                |                |                |                | 2              |                |                |                |                |                |                |                |                |                |                |                |
| Finlandia Trophy                      |                |                |                |                | 1              |                |                |                |                |                |                |                |                |                |                |                |                |
| Uniwersjada                           |                | 3              |                |                |                |                |                |                |                |                |                |                |                |                |                |                |                |
| Międzynarodowe: Kategorie młodzieżowe |                |                |                |                |                |                |                |                |                |                |                |                |                |                |                |                |                |
| Mistrzostwa świata juniorów           | 3              | 1              |                |                |                |                |                |                |                |                |                |                |                |                |                |                |                |
| JGP Finał                             | 3              | 1              |                |                |                |                |                |                |                |                |                |                |                |                |                |                |                |
| JGP w Chinach                         |                | 1              |                |                |                |                |                |                |                |                |                |                |                |                |                |                |                |
| JGP w Czechach                        | 1              |                |                |                |                |                |                |                |                |                |                |                |                |                |                |                |                |
| JGP w Niemczech                       |                | 1              |                |                |                |                |                |                |                |                |                |                |                |                |                |                |                |
| JGP w Polsce                          | 1              |                |                |                |                |                |                |                |                |                |                |                |                |                |                |                |                |
| Krajowe                               |                |                |                |                |                |                |                |                |                |                |                |                |                |                |                |                |                |
| Mistrzostwa Rosji                     | 1 J            | WD             | 3              | 1              | 2              | 2              | 2              |                |                |                |                |                |                |                |                |                |                |

## Rekordy świata
Do sezonu 2017/2018
| Data                         | Punkty                  | Zawody                    | Uwagi |                         |
| Rekordy w nocie łącznej      | Rekordy w nocie łącznej | Rekordy w nocie łącznej   | Rekordy w nocie łącznej                                                                                   | Rekordy w nocie łącznej |
| ---------------------------- | ----------------------- | ------------------------- | --- | ----------------------- |
| 20 października 2013         | 237,71                  | Skate America 2013        | Rekord został pobity przez parę Alona Sawczenko / Bruno Massot na Mistrzostwach Świata 2018 (245,84 pkt). |                         |
| 27 września 2013             | 231,96                  | Nebelhorn Trophy 2013     | |                         |
| 15 marca 2013                | 225,71                  | Mistrzostwa Świata 2013   | |                         |
| Rekordy w programie krótkim  |                         |                           | |                         |
| 11 lutego 2014               | 84,17                   | Igrzyska Olimpijskie 2014 | Historyczny rekord świata przed sezonem 2018/2019.                                                        |                         |
| 17 stycznia 2014             | 83,98                   | Mistrzostwa Europy 2014   | |                         |
| 19 października 2013         | 83,05                   | Skate America 2013        | |                         |
| 26 września 2013             | 81,65                   | Nebelhorn Trophy 2013     | |                         |
| Rekordy w programie dowolnym |                         |                           | |                         |
| 20 października 2013         | 154,66                  | Skate America 2013        | Rekord został pobity przez parę Wenjing Sui / Cong Han na NHK Trophy 2017 (155,10 pkt).                   |                         |
| 27 września 2013             | 150,31                  | Nebelhorn Trophy 2013     | |                         |
| 15 marca 2013                | 149,87                  | Mistrzostwa Świata 2013   | |                         |

## Rekordy życiowe
Tetiana Wołosożar / Maksim Trańkow
| Historyczne rekordy życiowe przed sezonem 2018/2019 | Historyczne rekordy życiowe przed sezonem 2018/2019 | Historyczne rekordy życiowe przed sezonem 2018/2019 | Historyczne rekordy życiowe przed sezonem 2018/2019 | Historyczne rekordy życiowe przed sezonem 2018/2019 |
| Segment                                             | Data                                                | Punkty                                              | Zawody                                              | Uwagi                                               |
| --------------------------------------------------- | --------------------------------------------------- | --------------------------------------------------- | --------------------------------------------------- | --------------------------------------------------- |
| TSS                                                 | 20 października 2013                                | 237,71                                              | Skate America 2013                                  | Rekord świata do 22 marca 2018.                     |
| SP                                                  | 11 lutego 2014                                      | 84,17                                               | Igrzyska Olimpijskie 2014                           | Historyczny rekord świata przed sezonem 2018/2019.  |
| SP TES                                              | 17 stycznia 2014                                    | 45,66                                               | Mistrzostwa Europy 2014                             |                                                     |
| SP PCS                                              | 11 lutego 2014                                      | 38,71                                               | Igrzyska Olimpijskie 2014                           |                                                     |
| FS                                                  | 20 października 2013                                | 154,66                                              | Skate America 2013                                  | Rekord świata do 11 listopada 2017.                 |
| FS TES                                              | 20 października 2013                                | 77,35                                               | Skate America 2013                                  |                                                     |
| FS PCS                                              | 12 lutego 2014                                      | 77,83                                               | Igrzyska Olimpijskie 2014                           |                                                     |